# Görbepataka
Görbepataka (románul: Valea Gârbea) Gyimesfelsőlok község településrésze, útifalu a Tatrostól nyugatra. A Görbe-patak szűk völgyében található; Gyimesfelsőlokot a „patakok országaként" is emlegetik.

## Földrajz
Északon a Sáj és Görbe dombsorok határolják, délen a Bükkös és a Kopac hegyhátak húzódnak. Görbepataka település sziklaképződményei közül a „Bagolyvár” nevű sziklacsúcs a legimpozánsabb. Jeles ünnepek estéin őrtüzek világítják be innen a völgyet.
230 km-re fekszik a fővárostól, Bukaresttől, 934 m magasan a tengerszint fölötʈ. A legközelebbi település Gyimesfelsőlok, 1,8 km-re.

### Éghajlat
|                  | Január | Május  | Augusztus | November | Év     |
| ---------------- | ------ | ------ | --------- | -------- | ------ |
| Max. hőmérséklet |        |        | 18 °C     |          | 5 °C   |
| Min. hőmérséklet | -10 °C |        |           |          |        |
| Csapadék         |        | 147 mm |           | 47 mm    | 922 mm |

## Történelem
Báró Orbán Balázs leírása szerint a Gyimes völgye a 17. század közepén még lakatlan volt. A község kialakulása szorosan összefügg a székely határőrség történetével. Valamikor a Gyimes völgye közigazgatásilag egyetlen településként létezett. A gyimesi hágó egykoron a székely menekülők útvonala volt. A madéfalvi vérengzés miatt menekülő vagy a szegénység elől kivándorló székelyek egy része meg sem állt Moldváig, más részük viszont a Gyimesekben, a Tatros, „Tatáros” és mellékpatakai mellett telepedett le. Az itt élők a gyimesi csángók. Mivel ők Erdélyben éltek, nem szakadtak úgy el Székelyföldtől, mint a moldvaiak. Ugyanolyan szép magyarsággal beszélnek, mint a székelyek Csíkban. A völgyben 3 falu van. A hágó felől Gyimesfelsőlok, Gyimesközéplok és Gyimesbükk. Előbbi kettőhöz tartozik a többi település. Az 1800-as években vált önállóvá Gyimesközéplok, mely magába foglalta a Felsőlokhoz tartozó településeket is, így Görbepataka településrészt is. Görbepataka Bagolyvár elnevezésű sziklaképződménye a második világháború idején fontos stratégiai szerepet töltött be, az önkormányzat közreműködésével a Bagolyvár alatt felújították a világháborúkban elesett hősi halottak temetőjét.

## Közlekedés
Ebben a völgyben ereszkedik alá a gyimesi vasútvonal Lóvész (románul Livezi) irányából. A völgyben haladó 124-es megyei út Lóvészre vezet.

## Fordítás
- Ez a szócikk részben vagy egészben  a   Valea Gârbea című szebuano Wikipédia-szócikk fordításán alapul.  Az eredeti cikk szerkesztőit annak laptörténete sorolja fel. Ez a jelzés csupán a megfogalmazás eredetét és a szerzői jogokat jelzi, nem szolgál a cikkben szereplő információk forrásmegjelöléseként.